# FAITH音乐娱乐
FAITH音乐娱乐股份公司（日語：株式会社フェイスミュージックエンタテインメント）是总部设在日本东京都涩谷区的音乐经济公司。以前的名称是“FME”。
由FAITH A and R股份公司、FAITH Management股份公司、FAITH Records股份公司和FAITH School股份公司4家在2002年8月合并成为FME股份公司。随后改名FAITH音乐娱乐股份公司。公司主要业务包括，艺人的经济管理、音乐制作、音乐版权管理等。
社长为担任过ZIGGY、LINDBERG等乐队经纪人的田村克也。

## 旗下艺人
※截至2021年1月
- SHISHAMO
- Karin.
- 映秀。
- K:ream

### 代理
- 175R（日语：175R）
- SHOGO

### 版权
- andymori
- plenty